# Namorona
Namorona est une commune rurale malgache située dans la région Fitovinany.